# ۹۶۸ (میلادی)
۹۶۸ (میلادی) نهصد و شصت و هشتمین سال تقویم میلادی است.

## زادگان
- رومانوس سوم، امپراتور بیزانس (تاریخ احتمالی)

## درگذشتگان
‎